# 七〇水库
七〇水库是中国四川省凉山彝族自治州宁南县境内的一座水库，位于金沙江支流支洛沟上，建于1971年。水库正常库容为1,007万立方米，集雨面积为44平方千米，海拔为1,623.03米。